# Contea di Leflore
La contea di Leflore (in inglese Leflore County) è una contea dello Stato del Mississippi, negli Stati Uniti. La popolazione al censimento del 2000 era di 37 947 abitanti.
Il capoluogo di contea è Greenwood.

## Località

### Città
- Greenwood (capoluogo)
- Itta Bena

### Towns
- Morgan City
- Schlater
- Sidon

### Census-designated place
- Mississippi Valley State University

### Unincorporated communities
- Berclair
- Browning
- McNutt
- Minter City (in parte nella Tallahatchie County)
- Money
- Quito
- Rising Sun
- Ruby
- Shellmound
- Sunnyside
- Swiftown
- Wildwood

### Ghost town
- Colony Town